# Sportowo-Koncertowy Kompleks im. Wiktora Blinowa
Sportowo-Koncertowy Kompleks im. Wiktora Blinowa (ros. Спортивно-концертный комплекс им. Виктора Блинова) - kryty kompleks sportowy w Omsku (Rosja). 

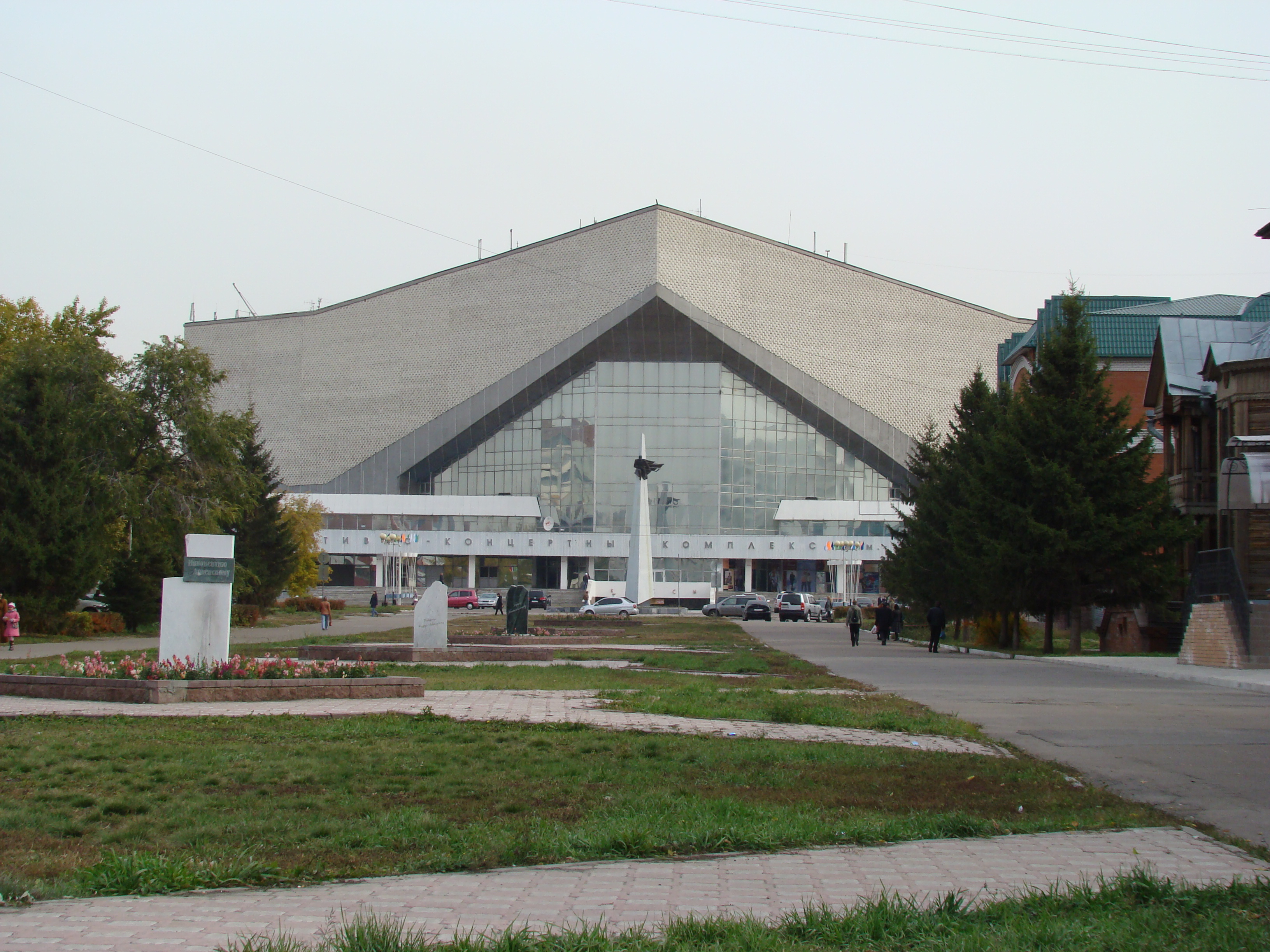

Pojemność tej hali wynosi 5500. Było to do 2007 roku domowe lodowisko rosyjskiej drużyny hokejowej - Awangardu Omsk (zostało zastąpione przez Arenę Omsk). Hala nosi imię sławnego radzieckiego hokeisty - Wiktora Blinowa.